# Damien Kinloch
Damien Lamone Kinloch (ur. 4 stycznia 1980 w Charleston) – amerykański koszykarz występujący na pozycji silnego skrzydłowego lub środkowego. Uczestnik Meczu Gwiazd Polskiej Ligi Koszykówki w 2006 roku.
W marcu 2008 roku, podczas kontroli antydopingowej przeprowadzonej po meczu Türkiye Basketbol Ligi, w jego organizmie wykryto niedozwolone środki dopingujące. W związku z tym, że w 2005 roku został skazany na 4 mecze zawieszenia za stosowanie narkotyków, Międzynarodowa Federacja Koszykówki ukarała go 2-letnim zawieszeniem, trwającym od 15 kwietnia 2008 roku do 14 kwietnia 2010 roku.
12 listopada 2015 roku po raz drugi w karierze zasilił szeregi Polpharmy Starogard Gdański.

## Osiągnięcia
NCAA
- Uczestnik Elite Eight turnieju NIT (2002)[3]
- Finalista turnieju konferencji Ohio Valley (2002, 2003)[3]
- Lider sezonu zasadniczego konferencji OVC (2002)[3]
- All-OVC Newcomer of the Year (2002)[3]
- Zaliczony do składów[3]:
  - All-OVC 1st Team (2002, 2003)
  - OVC All-Tournament Team (2002, 2003)

Drużynowe
- Wicemistrz francuskiej ligi Pro B (II liga) (2005)[3]
- Finalista Pucharu:
  - Polski (2006)[3]
  - Pucharu Turcji (2007)[3]
- Uczestnik rozgrywek[4]:
  - EuroChallenge (2012/13)
  - Eurocup (2006/07)

Indywidualne
- Uczestnik meczu gwiazd PLK (2006)[5]
- Zaliczony do składów[3]:
  - All-French ProB 2nd Team (2005 – Eurobasket.com)
  - French ProB All-Defensive Team (2005 – Eurobasket.com)
  - All-Polish League Center of the Year (2006 – Eurobasket.com)
  - All-Polish League 1st Team (2006 – Eurobasket.com)
  - Polish League All-Imports Team (2006 – Eurobasket.com)
  - Polish League All-Defensive Team (2006 – Eurobasket.com)
- Lider PLK w:
  - blokach (2006)
  - zbiórkach (2006)
  - ligi tureckiej w skuteczności rzutów z gry (2004)

## Statystyki podczas występów w PLK
| Sezon     | Drużyna                     | M  | S5 | MPG  | FG% | 3P% | FT% | RPG  | APG | SPG | BPG | PPG  |
| --------- | --------------------------- | -- | -- | ---- | --- | --- | --- | ---- | --- | --- | --- | ---- |
| 2005/2006 | Polpharma Starogard Gdański | 29 | 28 | 33,7 | 54% | 25% | 65% | 10,5 | 1,3 | 1,9 | 2,9 | 13,7 |